# Ksenokrat
Ksenokrat (starogrško Ξενοκράτης, starogrški filozof, matematik in voditelj Akademije, * 396/5 pr. n. št., Halkedon, † 314/3 pr.n.št, Atene. Poskušal je uskladiti Platonovo filozofijo s filozofijo Pitagore. Bil je drugi voditelj Akademije, za Spevzipom. Kot za ostale predstavnike starejše Akademije so njegova dela ohranjena zgolj fragmentarno, zato je njegovo verzijo platonizma mogoče rekonstruirati zgolj okvirno.

## Življenje
Po preselitvi v Atene v zgodnji mladosti je postal učenec Aeshina iz Sfeta (Aeschines Socraticus), nato pa se je pridružil Platonu, ki ga je spremljal na Sicilijo leta 361. Po njegovi smrti je skupaj z Aristotelom obiskal Aristotelovega tasta in tirana Hermija iz Aterneja, za katerega sta opravila neko diplomatsko nalogo. Leta 339/8 pr.n.št. je Ksenokrat nasledil Spevzipa pri vodenju Akademije, pri čemer je za par glasov premagal svoja nasprotnika Menedema iz Pira in Heraklida Pontskega.
Ksenokrat je zameril makedonskemu vplivu, ki je bil v Atenah prevladujoč. Kmalu po smrti Demostena, 322 pr.n.št, je zavrnil državljanstvo, ki mu je bilo ponujeno kot nagrada za svoje delo pri pogajanjih o miru z makedonskim generalom Antipaterom po neuspešnem uporu Aten. Poravnava je bila dosežena za ceno ustavne spremembe, ko je bila več tisočim revnim Atencem odvzeta volilna pravica. Takrat je Ksenokrat dejal, da noče postati državljan z ustavo, ki jo poskuša preprečiti. Ker ni mogel plačati davkov, ki so bila zaračunana tujcem, je bil rešen le, ali zaradi poguma govorca Likurga, ali pa ga je kupil Demetirj iz Falerona. Eno od teh dveh posredovanj ga je osvobodilo, vendar pa o nobeni teoriji nimamo konkretnih dokazov. Leta 313/4 je umrl zaradi udarca v glavo, ko se je v svoji hiši spotaknil čez bronasti lonec.
Ksenokrat se je tesno držal platonistične doktrine, pri čemer je po mnenju vseh značilen predstavnik stare Akademije. Zdi se, da je s svojimi številnimi pisanji, pokrival skoraj celoten akademski program; vendar sta bili metafizika in etika vseeno njegova primarna predmeta. Rečeno je, da je želel filozofijo razdeliti na tri dele: fiziko, dialektiko in etiko.

## Filozofija
Z obširnimi deli o dialektiki je napisal številne razprave (O znanju, O delitvah, O rodovih in vrstah, O idejah, O nasprotnem, idr.), med katere je verjetno spadalo tudi delo O razumu (τῶν περὶ τὴν διάνοιαν η΄). Napisal je veliko s področja fizike in raznovrstne knjige (O bogovih, O obstoju, O Tistem, O nedoločenem, O duši, O čustvih, O spominu, idr.). Napisal je tudi štiri knjige, ki spadajo v zbirko z naslovom O kraljevi družini, ki jo je naslovil na Aleksandra Makedonskega. Poleg tega so bile najdene njegove pisne razprave O državi, O moči prava, itd., pa tudi o geometriji, aritmetiki in astrologiji. Poleg filozofskih razprav je hkrati pisal tudi poezijo.

### Epistemologija
Ksenokrat je naredil natančnejšo delitev med tremi oddelki filozofije kot Spevzip, vendar je obenem opustil Platonov hevristični način vodenja s pomočjo dvomov in je namesto tega sprejel načine, kako bi svoje doktrine razvili dogmatično. Ksenokrat je priznaval tri razrede spoznanja, od katerih je vsak pridobil svojo regijo: znanje, občutek in mnenje. Pomagal je vedenju priti do bistva, da je predmet čiste misli in ni vključen v fenomenalni svet; senzacija do tiste mere, ki gre v svet pojavov; mnenje do tega bistva, ki je hkrati predmet čutnega zaznavanja in, matematično, iz čistega razloga - bistva nebes ali zvezd; tako da je zasnoval mnenje v višjem smislu in si prizadeval pokazati matematiko kot posredovanje med znanjem in čutno zaznavo. Ksenokrat naj bi razdelil snovi ali entitete v tri skupine: zaznavne, razumljive in verjetne (imenovane tudi kot "sestavljene" in "mešane"). 

### Etika
Zapisi o njegovi etiki so skromni. Na različnih točkah je poskušal dopolniti Platona, hkrati pa mu dati bolj neposredno uporabnost za življenje. Od dobrega in slabega je razlikoval tisto, kar ni ne dobro, ne slabo. Po idejah svojih predhodnikov je gledal na dobro kot tisto, za katero se je vredno boriti, tisto, kar ima samo po sebi vrednost, medtem ko je slabo nasprotno od tega. Posledično je tisto, kar ni dobro ali slabo, to, za kar se ni potrebno boriti, niti se mu ni treba izogniti, ampak izvira iz vrednosti, saj služi kot sredstvo za razločevanje dobrega in slabega.
Kljub temu pa Ksenokrat (in z njim Spevzip in drugi filozofi starejše Akademije) ni mogel sprejeti, da imajo te vmesne stvari (zdravje, lepota, slava, sreča itd.) vrednost same po sebi, prav tako pa ni mogel sprejeti, da so popolnoma brez vrednosti. Glede na to, da je tisto, kar pripada vmesni regiji, prilagojeno, da lahko ovira dobro ali slabo, se zdi, da je Ksenokrat označil to kot dobro ali zlo, verjetno s pridržkom, da bi z zlorabo dobrega lahko postalo zlo in nasprotno. Še vedno je trdil, da je vrlina sama po sebi vrednota in da je vrednost vsake stvari drugačna. Glede na to bi morala sreča sovpadati z zavestjo kreposti, čeprav je njeno sklicevanje na odnose človeškega življenja potrebovalo dodaten pogoj, da lahko samo v uživanju dobrih stvari in okoliščin, ki so prvotno oblikovane v naravi, dosežemo zaključek; k tem dobrim stvarem pa čutno zadovoljstvo ne pripada. V tem smislu je na eni strani označil (popolno) srečo kot lastno osebno vrsto in sposobnosti, ki so ji prilagojene in zato med svojimi sestavnimi deli, poleg moralnih dejanj in pogojev ter objektov, tudi na tiste premike in odnose, brez katerih zunanjih dobrih stvari ni mogoče doseči. Na drugi strani pa ni dovoljeno, da je ta modrost, razumljena kot znanost o prvih vzrokih ali razumljivem bistvu ali kot teoretično razumevanje, sama po sebi prava modrost, ki jo ljudje iščejo, zato se zdi, da je to človeško modrost upošteval kot hkrati preiskovanje, definiranje in uporabo. Njegova moralna resnost je izražena v opozorilu, da je treba ušesa otrok varovati pred strupom nemoralnih govorov.

### Matematika
Znano je, da je Ksenokrat poleg knjig o geometriji, napisal tudi knjigi O številih in Teorija števil. Števila in številska razmerja imajo pri  predstavnikih stare Akademije velik pomen. Število Ena, pravzaprav tako kot pri Platonu ni število, je najvišja ontološka resničnost, samo po sebi neizrekljivo in neopredeljivo (negativna dialektika). Plutarh piše, da je Ksenokrat nekoč poskušal najti skupno število zlogov, ki jih lahko naredimo iz črk abecede. Po mnenju Plutarha je bil Ksenokratov rezultat 1.002.000.000.000 (nešteto-in-dvajsetkrat nešteto-nešteto). To naj bi bil morda prvi primer poskusa kombinatornega problema, ki je vključeval permutacije. Ksenokrat je prav tako podpiral idejo “nedeljivih linij” (in velikosti), da je lahko nasprotoval paradoksu Zenona iz Eleje.

### Metafizika
Večina tega, kar lahko rekonstruiramo o Ksenokratu, se nanaša na njegovo metafiziko. To delamo v veliki meri s prepoznavanjem njegovih stališč, ki se pojavljajo v kritikah Aristotela o metafizičnih pogledih njegovih predhodnikov in sodobnikov ter povezujemo z drugimi besedili, ki jih je mogoče obravnavati kot njegova mnenja.
Različica teorije idej, povezanih s Ksenokratom, je tisto, kar Aristotel pripisuje kasnejšemu Platonu, ki ideje povezuje s števili. Ksenokrat in Speuzip vneseta še več pitagorejstva v Platonov idealizem. Platon je razlikoval med idealnimi (formalnimi) številkami, ki so bili bistveni koncepti ali ideali, in matematičnimi številkami, ki se uporabljajo za aritmetične izračune in meritve v materialnem svetu. Ksenokrat je menil, da so formalne številke in matematične številke po naravi enake in zato ni bilo potrebno razlikovati med njimi. Aristotel je napadel ta koncept in poudaril, da če so oblike (ideje) številke, sestavljene iz aritmetičnih enot, ne le prenehajo biti načela, ampak tudi postanejo predmet aritmetičnih operacij. Aristotel v Metafiziki (VII.2.1028) razlikuje med tremi skupinami platonistov; tisti, ki so, tako kot Platon, razlikovali med matematičnimi in idealnimi številkami; tisti, ki so jih, kot Ksenokrat, enačili; in tisti, ki so, tako kot Speuzip, postavljali samo matematične številke.
To kaže, da bi lahko Ksenokrat mislil, da bi lahko storil s pojmom črte, kar je Aristotel pripravljen opraviti s pojmi, kot je človek. Aristotel je pripravljen reči, da je človek nedeljiv, zato je primerna enota za razmišljanje aritmetikov, v smislu, da če razdeliš človeka na dva dela, kar dobiš, nista dva moža. Ksenokrat je morda mislil, da bi lahko pojem črta delovali na enak način: čez določeno točko delitve ne bodo več dajale linij.Zdi se, da je Ksenokrat opisal vesolje, ki se razvija v zaporedju: (1) oblike = številke; (2) črte; (3) ravnine; (4) trdne snovi; (5) trdne snovi v gibanju, to so astronomska telesa in šele nato (6) navadne zaznavne stvari.

### Ontologija
Ksenokrat je bil prepričal, da so bitja nastala z dvema temeljnima načeloma: Enim in mnoštvom, ki so ustvarjali oblike, iz katerih so nastale črte, ravnini, trdne snovi, trdne snovi v gibanju (astronomska telesa) in na koncu zaznavne stvari.
Ksenokretova teorija anorganske narave je bila v bistvu enaka teoriji elementarni oblik snovi, ki jih Platon poveže s petimi skladnimi pravilnimi mnogokotniki, kar stori v Platonovem Timaju). Kljub temu, da ima vsaka dimenzija lastno načelo, je zavrnil izpeljavo elementarnih trdnih snovi - tetraedra (ogenj), kocke (zemlja), oktaedra (zrak), ikozaedra (voda) in dodekaedra (eter, nebesa) - iz trikotnih površin, kar kaže na nekaj bližje atomizmu.
Po mnenju Prokla je Ksenokrat zavrnil obstoj oblik (idej) za predmete, ki jih proizvaja človek (artefakti) in za posamezna bitja.
Ksenokrat je predlagal, da obstajajo določene črte, ki so nedeljive in zato primarne in nekatere primarne ravnine in trdne snovi, ki jih sestavljajo. Aristotel je ta koncept pripisal Platonu, toda odlomki v delih Aleksandra in nekaterih drugih komentatorjev kažejo, da je Ksenokrat veliko močnejši zagovornik te ideje. Več komentatorjev je predlagalo, da je Ksenokrat govoril o obliki (ideji) takšne črte in ne o fizični ali geometrijski razsežnosti.

## Kozmologija
Njegovo kozmologijo, ki je skoraj v celoti vzeta iz Platonovega Timaja je treba proučiti v povezavi z njegovo psihologijo. Duša je samodelujoča številka, ki izhaja iz dveh temeljnih načel, Enega in  mnoštva (pluralnosti bivajočega), od koder pridobi njene moči stanj in gibanj. Je brezbarvna in lahko obstaja poleg telesa. Duša je nesmrtna. Vesolje, nebeška telesa, človek, živali in verjetno rastline, so vsa obdarjena z dušo, ki je bolj ali manj popolna glede na položaj, ki ga zaseda v padajoči lestvici ustvarjanja.
Duša naj bi bila sestavljena iz formalnih številk 1, 2, 3 in 4. Pojasnjuje, da ker je vesolje izpeljano iz številk, lahko duša, pridobljena iz teh istih številk, prepozna sebi podobne. Duša, samogibljivo število, je bila sposobna razumeti vesolje, ker je bilo izpeljana iz istih števil/idej.